# Стрибки у воду на Чемпіонаті світу з водних видів спорту 2017 — командні змагання
Командні змагання зі стрибків у воду на Чемпіонаті світу з водних видів спорту 2017 відбудуться 18 липня.

## Результати
Фінал відбувся о 18:30.
| Місце | Країна          | Стрибуни                                 | Очки   |
| ----- | --------------- | ---------------------------------------- | ------ |
| 1     | Франція         | Лора Маріно Меттью Россе                 | 406.40 |
| 2     | Мексика         | Вівіана дель Анхель Роммель Пачеко       | 402.35 |
| 3     | США             | Кріста Палмер Девід Дінсмор              | 395.90 |
| 4     | Німеччина       | Марія Курйо Патрік Гаусдінґ              | 379.55 |
| 5     | Малайзія        | Ахмад Азман Льон Мунь Ї                  | 356.75 |
| 6     | Китай           | Чень Ївень Цю Бо                         | 355.15 |
| 7     | Колумбія        | Кароліна Мурільйо Себастьян Вілья        | 354.90 |
| 8     | Венесуела       | Марія Бетанкурт Хесус Лірансо            | 349.75 |
| 9     | Італія          | Джованні Точчі Ноемі Баткі               | 342.90 |
| 10    | Північна Корея  | Кім Ун Хян Рі Хьон-дзю                   | 341.20 |
| 11    | Росія           | Юлія Тімошиніна Євген Кузнецов           | 335.60 |
| 12    | Австралія       | Мелісса Ву Меттью Картер                 | 325.35 |
| 13    | Велика Британія | Робін Бірч Даніель Гудфіллоу             | 303.15 |
| 14    | Сінгапур        | Лім Шен Ян Фрейда Джонатан Чань          | 302.85 |
| 15    | Нідерланди      | Джої ван Еттен Селін ван Дойн            | 299.40 |
| 16    | Білорусь        | Альона Хамулькіна Вадим Каптур           | 290.50 |
| 17    | Єгипет          | Мохаб Мохімен Маха Абдельсалам           | 284.20 |
| 18    | Україна         | Анастасія Недобіга Олександр Горшковозов | 284.20 |
| 19    | Румунія         | Анка Серб Ауреліан Драгомір              | 250.60 |